# Сілезький діалект німецької мови
Сілезький діалект німецької мови (нім. Schlesisch) — діалект східносередньонімецької групи, раніше широко поширений в Сілезії і в суміжних областях Судет. Після утворення Польської Народної Республіки і виселення з Сілезії етнічних німців, діалект почав вимирати. До кінця Другої світової війни на силезькому діалекті говорили близько 7 мільйонів людей.
1. ↑  ScriptSource - Poland